# راكان تحسين بيك
راكان تحسين بيك هو ممثل سوري، جسد عدة أدوار وهو ابن الممثل حسام تحسين بك وشقيق الفنانة ندين تحسين بك من والدة جورجيّة قوقازيه الأصل والجنسية تحمل اسم نتالي لها دور سابق في مجال الفن.

## دراسته
درس في المعهد التجاري، وخلال دراسته تعلم الماكياج عند الأستاذ صبحي المصري، وأثناء الدراسة عمل كماكيير في مسلسلي الجمل سنة 1998 وهو أول عمل بالنسبة له، ومسلسل رقصة الحباري سنة 1999 .

## بداياته
دخل عالم الفن والتمثيل عن طريق المصادفة رغم تاريخ والده الفني العريق، عمل في بداياته بالماكياج الدرامي، وانتقل بسعي من أصدقائه إلى عالم التمثيل من خلال سلسلة «كل شي ماشي» وعرف من خلال شخصّية «العجوز» الطريفة التي قدمّها خلال الأجزاء المتتالية من العمل.

## أعماله

### في المسرح
- السقوط
- فارس الأرض
- أمير الألحان

### في التلفزيون
- مافي شي (2002)

(كما شارك في الأجزاء التالية للعمل، الجزأين الثاني والثالث قدّما تحت اسم «كلشي ماشي»، ثم تم تغيير الاسم في الجزء الرابع ليصبح «فزلكة»، والخامس كان بعنوان «فزلكة عربية»)
- شاميات (2010)
- مسلسل الأميمي (2011)
- مسلسل حارة الطنابر
- مسلسل صبايا
- الكثير من الحب الكثير من العنف
- أبو دزينة بدور (جاد)

## وصلات خارجية
- راكان تحسين بيك على موقع IMDb (الإنجليزية)
- راكان تحسين بيك على موقع قاعدة بيانات الأفلام العربية